# 錫塔德

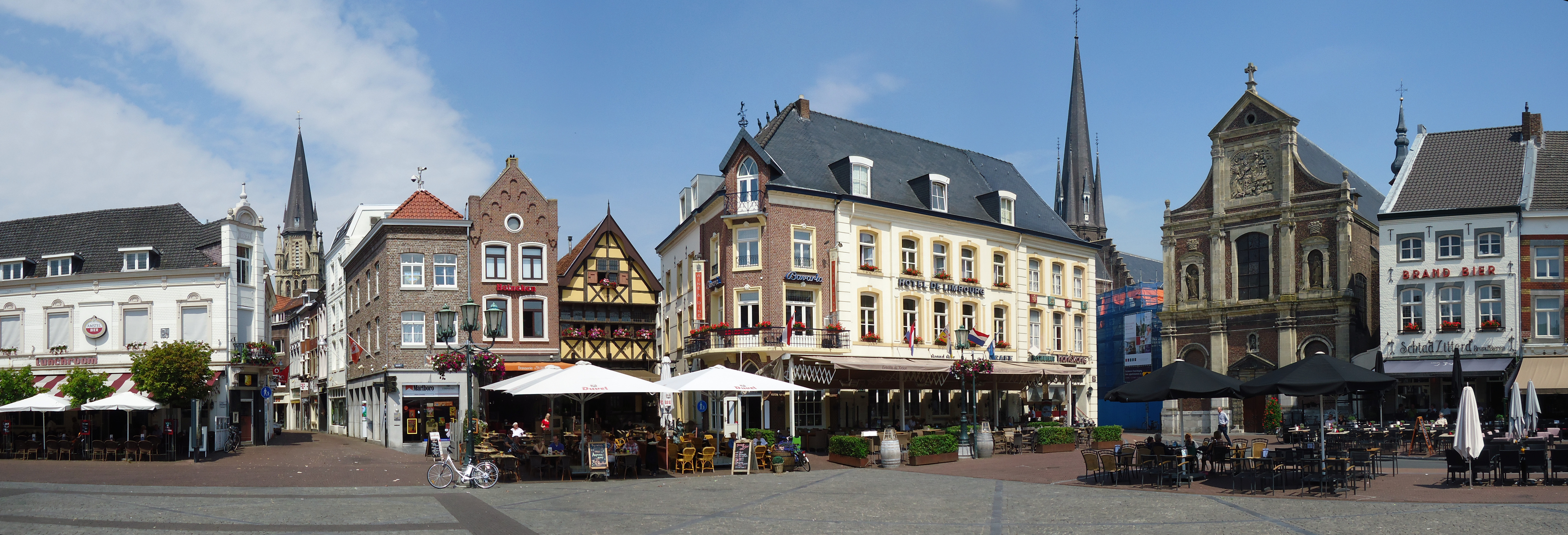

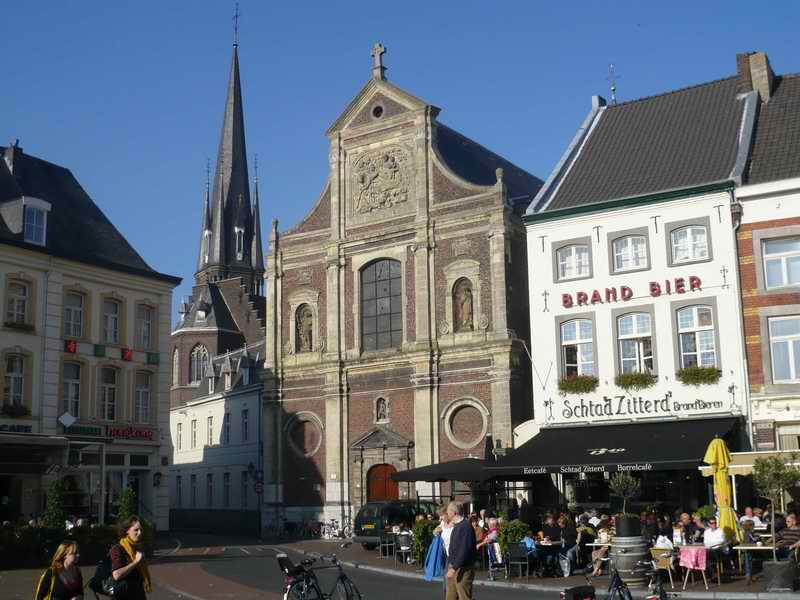

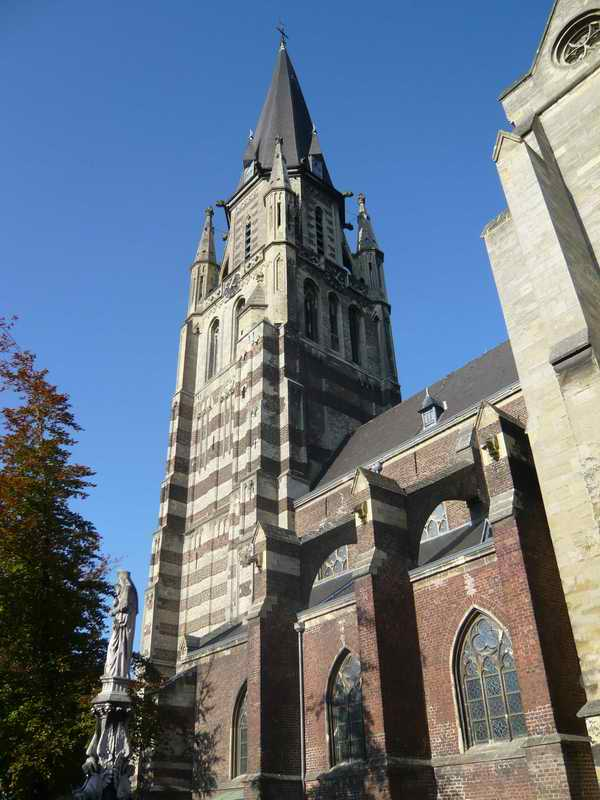

錫塔德（荷蘭語：Sittard）是荷蘭的城市，由林堡省負責管轄，距離與德國接壤的邊境僅3公里，海拔高度45米，該地區自公元前5000年有人類居住，2005年人口36,960。
2001年，锡塔德与赫伦和博伦（Born）合并为新市镇“锡塔德-赫伦”。
51°00′N 5°52′E / 51.000°N 5.867°E